# Điện toán di động
Điện toán di động là một lĩnh vực thuộc tương tác người máy trong đó máy tính có thể được di chuyển (cùng với người dùng) trong trạng thái sử dụng thông thường, cho phép truyền tải dữ liệu, tiếng nói và video. Điện toán di động liên quan đến truyền thông di động, phần cứng di động, và phần mềm di động. Các vấn đề truyền thông đặc trưng trong điện toán di động gồm có mạng tùy biến không dây và các loại hình hạng tầng mạng phù hợp khác cùng với các tính chất truyền thông, giao thức truyền thông, định dạng dữ liệu và các công nghệ cụ thể khác. Phần cứng di động gồm các thiết bị di động hoặc các thành phần thiết bị. Phần mềm di động liên quan đến các đặc điểm và yêu cầu riêng của ứng dụng di động.

## Định nghĩa
Điện toán di động là "mang máy tính và mọi phần mềm liên quan ra ngoài công trường". Điện toán di đông là bất kỳ loại điện toán nào có dùng Internet hay intranet và các liên kết truyền thông tương ứng, như WAN, LAN, WLAN... Các máy tính di động có thể liên kết để tạo nên WPAN hay piconet.
Cho đến nay, có ba loại điện toán di động:
- máy tính cá nhân di động, gồm các thiết bị nhỏ nhẹ có bàn phím đủ ký tự thường được dùng làm máy trạm cho phần mềm, như laptop, notebook, notepad, netbook, tablet...
- điện thoại di động chứa bàn phím giới hạn thường có chức năng thoại, như điện thoại di động phổ thông, điện thoại di động thông minh, phonepad,...
- thiết bị điện toán mặc được (điện toán gắn theo người), thường có số nút bấm giới hạn, mặc hoặc đeo được trên người, chứa tác tử phần mềm, như đồng hồ thông minh, [[vòng đeo cổ tay thông minh]], vòng đeo cổ thông minh, thiết bị cấy ghép trên người...